# Augusta (Zaszczuk)
Augusta, imię świeckie Lidija Wasiljewna Zaszczuk (ur. 1871 w Petersburgu, zm. 8 stycznia 1938 w obwodzie tulskim) – rosyjska schimniszka prawosławna, święta nowomęczennica.

## Życiorys
Pochodziła z rodziny szlacheckiej. W rodzinnym Petersburgu pracowała jako dziennikarka, władała sześcioma językami obcymi.
Po zamknięciu Pustelni Optyńskiej utworzyła w Kozielsku muzeum o analogicznej nazwie i została jego kierownikiem, w placówce pracę znalazło wielu dawnych mnichów i posłuszników monasteru. W 1927 zobowiązała się do niewyjeżdżania z Kozielska w związku z wszczęciem przeciwko niej śledztwa (w którym podejrzanym był również mnich Pustelni Optyńskiej Nikon). Skazana na trzyletnią zsyłkę i zakaz osiedlania się w siedmiu największych miastach w kraju. Po odbyciu kary zamieszkała w Tule, a następnie przeprowadziła się do Bielowa, gdzie zamieszkała wspólnie z archimandrytą Izaakiem (Bobrikowem). Złożyła wieczyste śluby mnisze wielkiej schimy i od 1934 była ihumenią nielegalnego, tajnego żeńskiego klasztoru w Bielowie.
W grudniu 1937 została aresztowana razem z biskupem bielowskim Nikitą oraz archimandrytą Izaakiem. W czasie szesnastodniowego przesłuchania poddano ją torturom. Skazana na śmierć, została rozstrzelana w masowej egzekucji i pochowana w zbiorowym grobie przy 162 kilometrze szosy symferopolskiej.
W 2001 kanonizowana jako jedna z soboru Święty Nowomęczenników i Wyznawców Rosyjskich.